# Haughton Ackroyd
Haughton Ackroyd (24 tháng 6 năm 1894 – 14 tháng 2 năm 1979) là một cầu thủ bóng đá từng thi đấu ở Football League cho Wigan Borough. Sinh ra ở Todmorden, Anh, Ackroyd ra mắt cho Wigan vào tháng 3 năm 1922 trong trận hòa 3–3  trước Darlington. Ông đá 5 trận cho câu lạc bộ trước khi bị giải phóng cuối mùa giải 1921–22.